# Filmset

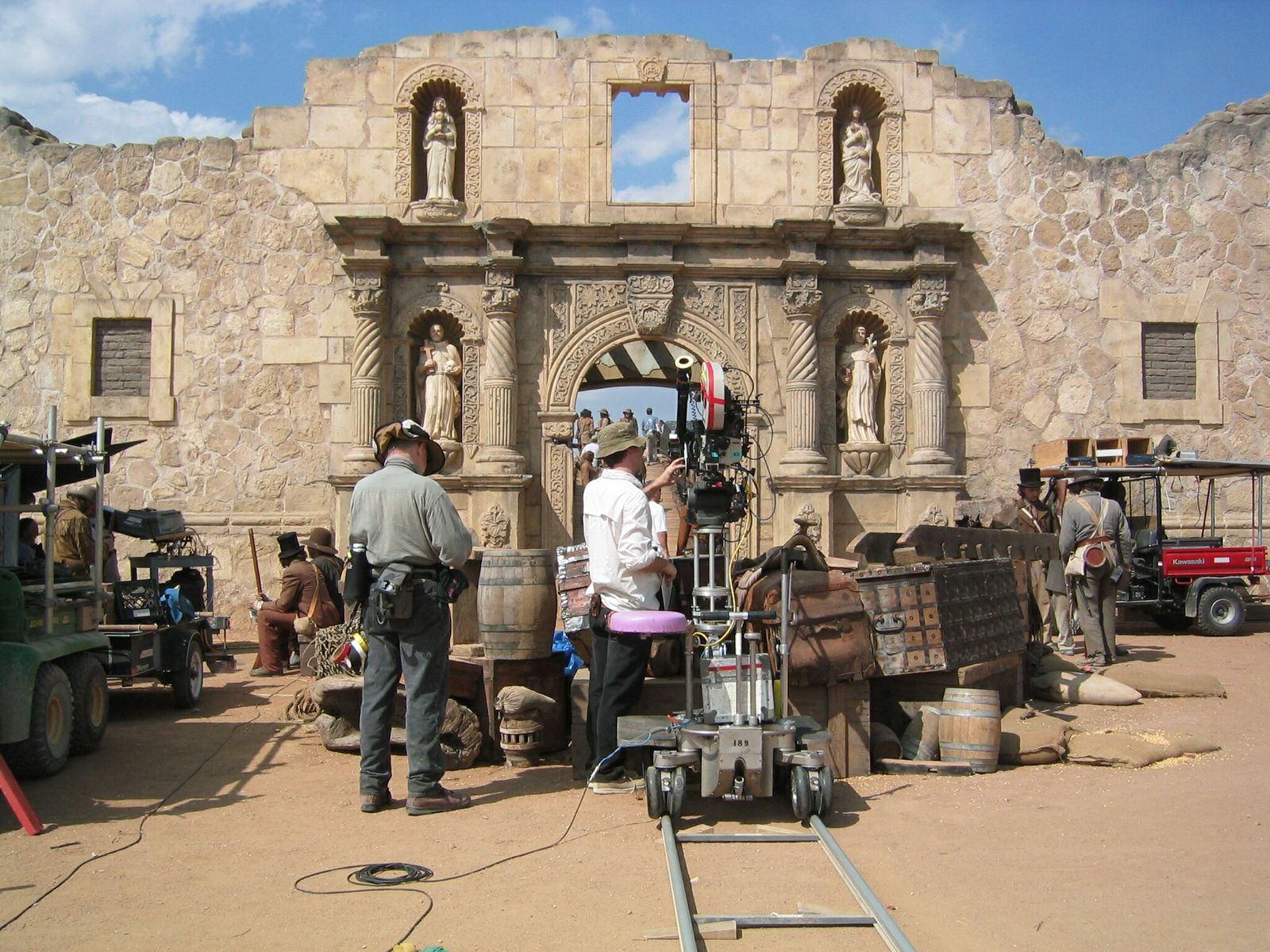
Filmset zu Alamo

Das oder der Filmset, kurz Set genannt, bezeichnet ein Filmmotiv, an dem gerade Dreharbeiten durchgeführt werden. Ein 90-minütiger Fernsehfilm zum Beispiel hat in der Regel 20 bis 40 Filmmotive, auch kurz Motive genannt. Das Filmteam zieht während der Produktionsphase von Motiv zu Motiv. Befindet sich das gesamte Team, das heißt Schauspieler, Regie, Kameramann, Set-Aufnahmeleitung mit allen benötigten Mitarbeitern an einem Motiv, wird nicht mehr von einem Motiv, sondern von einem Filmset gesprochen.

## Auswahl der Motive

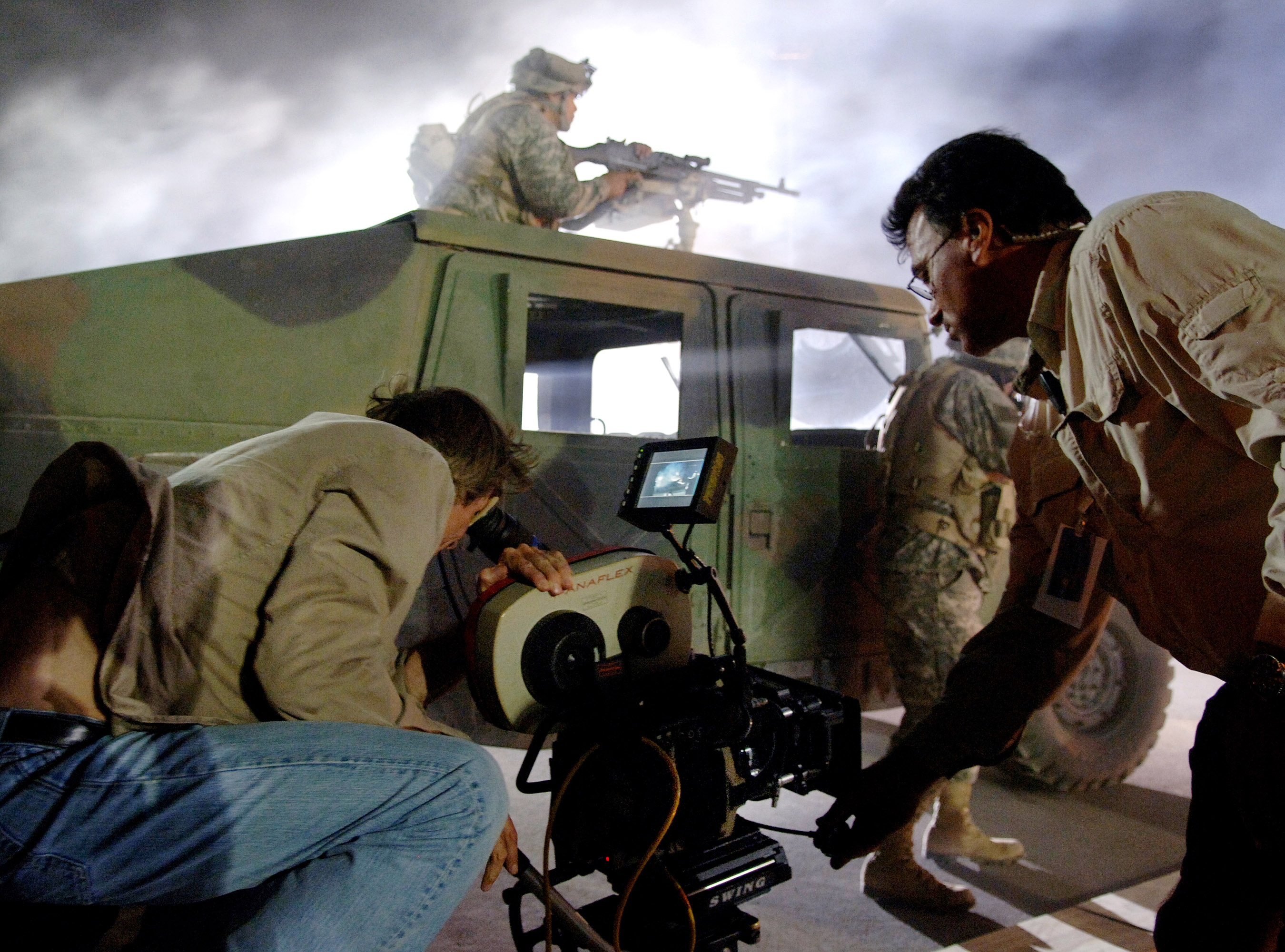
Kameramann am Set von Transformers

In der Phase der Vorproduktion, auch Pre-Produktion genannt, meist direkt nach der Fertigstellung des Drehbuchs, sucht der Szenenbildner, häufig zusammen mit einem Location Scout und nach Absprache mit dem Regisseur, die Motive. Bei größeren Produktionen, bei denen es dem Szenenbildner nicht möglich ist, einige oder alle Motive selbst zu suchen, wird diese Arbeit komplett von einem oder mehreren Locations Scouts übernommen. Sie fotografieren und dokumentieren alle möglichen Motive und reichen sie an den Szenenbildner weiter, der sich daraufhin, zusammen mit dem Regisseur, für einen bestimmten Drehort bzw. für ein bestimmtes Motiv entscheidet.

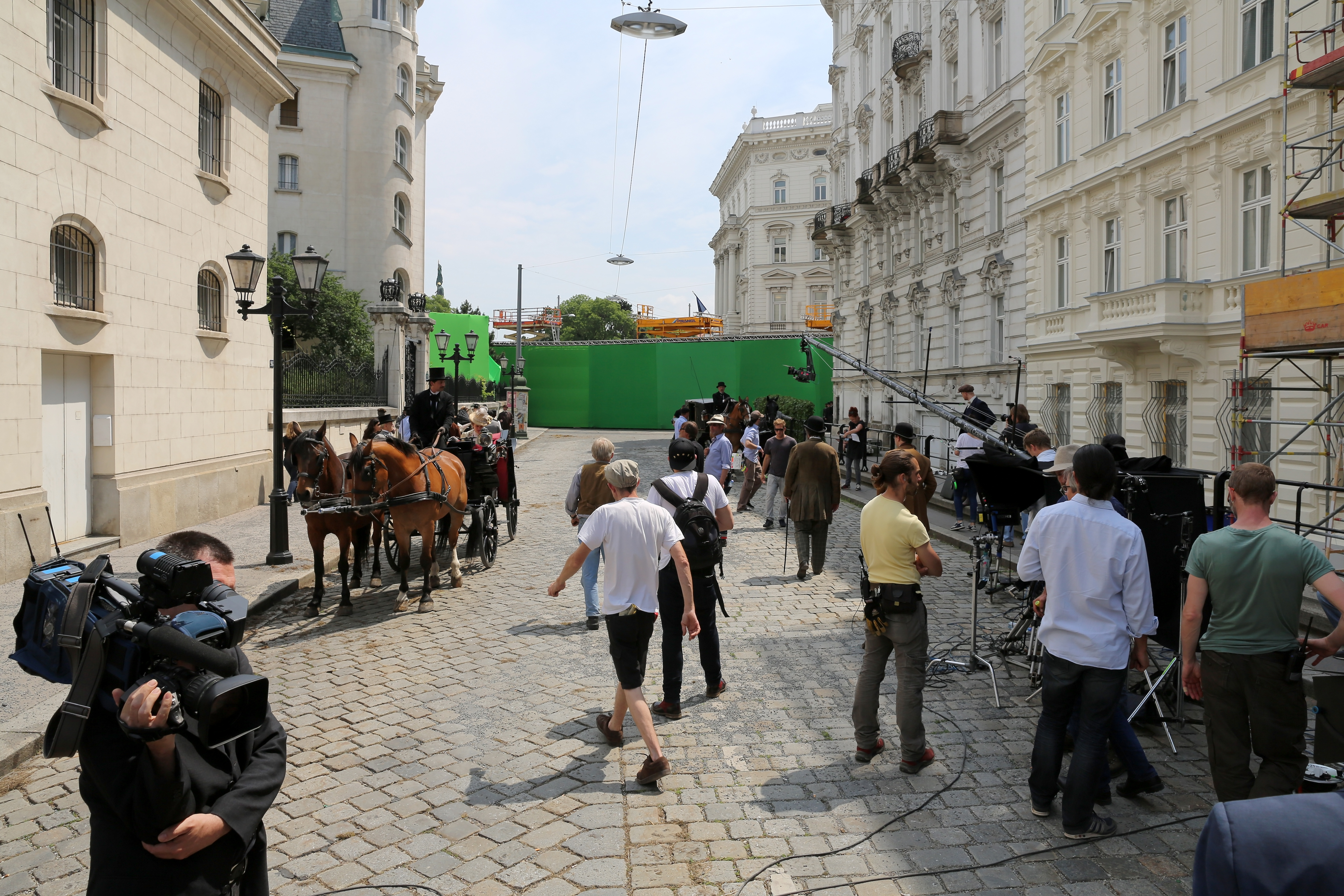
Dreharbeiten für einen Film in historischem Ambiente (Madame Nobel, Wien 2014)

Wichtig bei der Motivsuche ist vor allem, dass der Drehort die im Drehbuch beschriebenen Verhältnisse wiedergibt oder sich so verändern lässt, dass er diesen entspricht und dass die Motive an sich interessante Bilder liefern können. Auch technische und akustische Gegebenheiten (z. B. Lärm), die Beleuchtungssituation, das Vorhandensein von genügend Räumlichkeiten und sanitären Einrichtungen und Parkplätzen, Kosten, und die Anfahrt sind wichtige Entscheidungskriterien.
Einige Wochen vor dem eigentlichen Dreh, nachdem eine Auswahl möglicher Motive getroffen wurde, besichtigt der Szenenbildner zusammen mit dem Regisseur und dem Kameramann das Motiv, um sich einen ersten Eindruck zu verschaffen und am Motiv die Durchführbarkeit der geplanten Einstellungen zu überprüfen. Dieser Motivtour folgt unmittelbar vor Beginn der Dreharbeiten die technische Motivbegehung, auch Tech Recce genannt. Hier wird die technische Durchführbarkeit des Drehs mit Regisseur, Kameramann, Szenenbildner, Erster Filmaufnahmeleitung und Oberbeleuchter besprochen und die Abläufe festgelegt.
Vor dem Dreh müssen Genehmigungen eingeholt werden und es muss für genügend elektrischen Strom und Wasser gesorgt sein.
In Deutschland gibt es diverse Location-Büros, die den Szenenbildner bei der Suche nach einem guten Drehort unterstützen. Sie verfügen über umfassende Bildkataloge und sind auch auf Messen vertreten.

## Drehs im Filmstudio
Dort, wo ideale Bedingungen für Akustik, Technik, Räumlichkeiten und kurze Wege wichtig sind, wird meist das Set komplett im Filmstudio gebaut. Das hat auch den Vorteil, dass das gesamte Set über Tage stehen bleiben kann. Bei Trickaufnahmen kommt man ohnehin um ein Filmstudio kaum herum. Gerade hier muss großer Wert auf Filmkulisse, Ausstattung und Szenenbild gelegt werden, damit das Bild am Ende natürlich aussieht.

## Planung des Szenenbildes
In derselben Phase, in der auch die Drehorte ausgesucht werden, obliegt es dem Regisseur, zusammen mit Requisiteur, Szenenbildner und der Baubühne die Ausstattung des Sets zu planen. Alle Details müssen in dieser Phase schon festgelegt werden, um während des Drehs möglichst wenig Zeit zu verlieren und auch künstlerisch ein gutes Ergebnis zu erzielen. Zu diesem Zeitpunkt müssen die Einstellungen absolut festgelegt sein, damit nur das gebaut werden muss, was später im Film auch zu sehen ist. Einige Kulissen werden auch so angefertigt, dass sie bei Bedarf noch nachträglich verschoben werden können.
Wichtig beim Szenenbild ist lediglich das, was nachher zu sehen ist: Schalter und Fenster haben oft keine Funktion, Bodenbeläge werden meist nur imitiert und alles, was man sieht, wenn man aus dem Fenster blickt, wird ebenfalls nur nachgebildet.

## Feinheiten

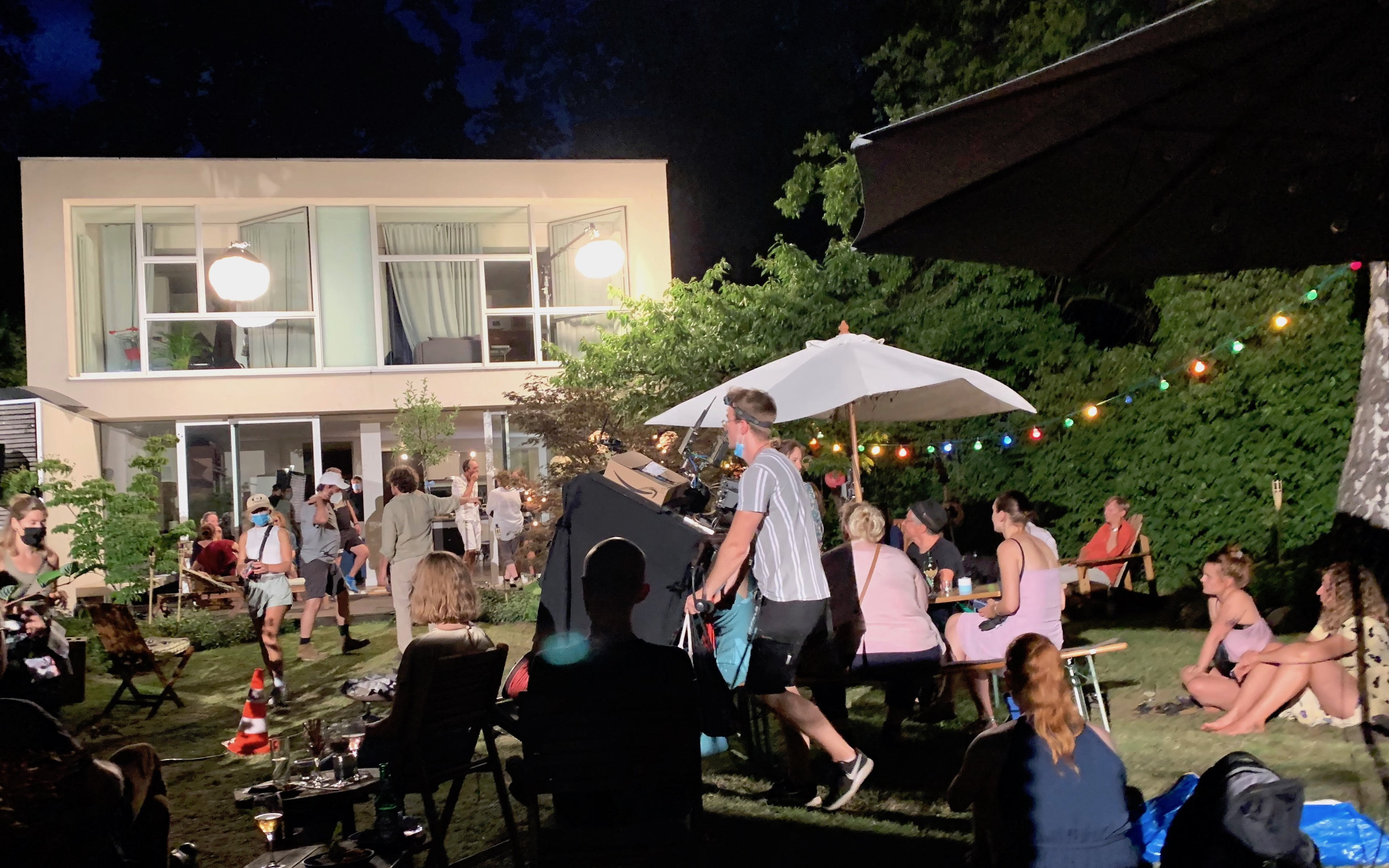
Filmaufnahmen während eines Nachtdrehs in Berlin

Das, was das Filmset nachher natürlich erscheinen lässt, sind die winzigen Kleinigkeiten, die im Bild zu sehen sind: Gebrauchsspuren im Raum und an Gegenständen und diverser Krimskrams, der im Raum verteilt wird. Ein natürlich aussehendes Set herzustellen ist eine Kunst. Das Szenenbild ist sehr wichtig für die Stimmungen, die der Film erzeugen soll: Je nach Stimmung muss der Raum hell oder dunkel eingerichtet werden, außerdem spiegelt die Einrichtung in gewissem Maße auch den Charakter des Darstellers wider. Aber auch auf technische Dinge muss geachtet werden: Bestimmte Muster, Jalousien und Rollos erzeugen gerade bei Videodrehs ungewünschtes Flimmern, den sogenannten Moiré-Effekt im Bild und sehen auch im Film nicht immer gut aus.

## Arbeit am Set
Die häufigste Erfahrung von Regisseuren ist, dass trotz penibler Planung am Ende doch alles ganz anders gedreht wird. Wichtig ist es, aus den zufälligen Gegebenheiten das Beste zu machen. Trotz der Änderungen dürfen Fehler, wie Achsensprünge und Anschlussfehler, nicht passieren. Letzteres liegt in der Verantwortung der Continuity, die alle wichtigen Gegebenheiten notiert.
Wichtig für eine gute Arbeit am Set ist eine gute Kommunikation. Zu diesem Zweck existieren eine Menge festgelegter Ansagen und Kommandos, wie „Ton läuft!“, „Kamera ab!“ und „Und Bitte!“ Es ist die Aufgabe des Setaufnahmeleiters, alle wichtigen Anweisungen zu geben, um eine effektive Arbeit am Set zu ermöglichen.